# الساندرو تولی
الساندرو تولی (انگلیسی: Alessandro Tulli؛ زادهٔ ۸ آوریل ۱۹۸۲) بازیکن فوتبال اهل ایتالیا است.
از باشگاه‌هایی که در آن بازی کرده‌است می‌توان به باشگاه فوتبال لچه، باشگاه فوتبال سالرنیتانا، باشگاه فوتبال آ.اس. رم، باشگاه فوتبال پیاچنزا، باشگاه فوتبال لاتینا، باشگاه فوتبال تریستیانا، باشگاه فوتبال لیورنو، و باشگاه فوتبال ویچنزا اشاره کرد.
وی همچنین در تیم‌های ملی فوتبال زیر ۱۸ سال ایتالیا و زیر ۱۹ سال ایتالیا بازی کرده‌است.